# Vilmos Batthyány

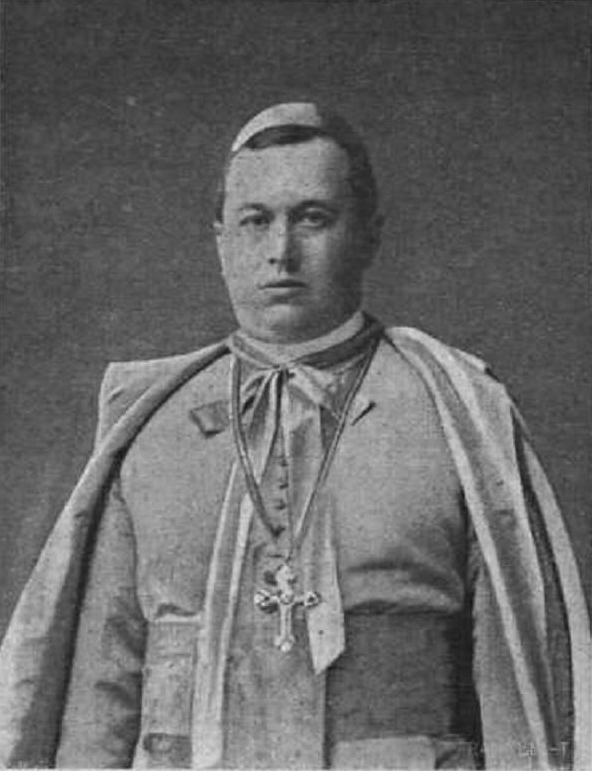
Vilmos Batthyány (1911)

Vilmos Batthyány (* 14. März 1870 in Zalaszentgrót, Königreich Ungarn; † 24. November 1923 in Körmend, Königreich Ungarn) war ein ungarischer Geistlicher, Magnat und Graf von Batthyány de Németújvár. Von 1911 bis 1920 war er Bischof von Nitra.

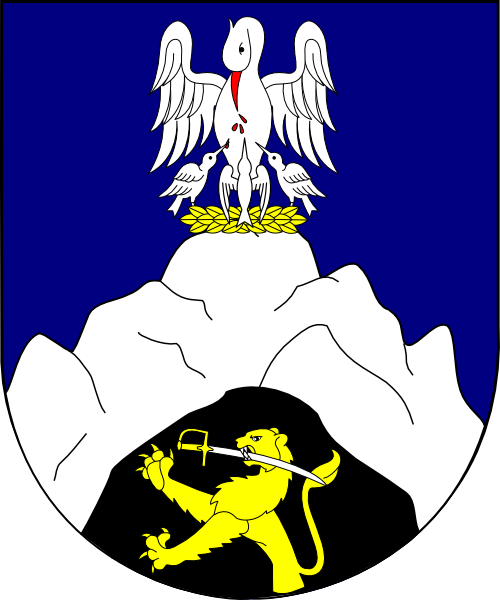
Das Wappen der Batthyány

## Herkunft und Familie
Vilmos Batthyány entstammte dem alten und weit verzweigten ungarischen Magnatengeschlecht Batthyány, das als Grafen und später Fürsten zu den bedeutendsten Adelsfamilien der Habsburgermonarchie gehörte. Er war eines der Kinder von Sigmund IV. Batthyány (1829–1906) und dessen Ehefrau Johanna Nepomuzena, geb. Erdődy (1835–1915). Einer seiner Brüder war der spätere Politiker und ungarische Innenminister Tivadar Batthyány.
Die Familie gehörte zum jüngeren, gräflichen Zweig der Battyány, die von Paul I. – einem der beiden Söhne von Adam I. Batthyány – abstammte. Der Ururgroßvater von Vilmos, Emmerich I. Batthyány, war der Begründer der Pinkafelder Linie des gräflichen Zweiges. Dessen Brüder Adam III. und Sigmund II. begründeten zwei weitere Zweige der Paul-Linie, die Scharfensteiner und die Schlaininger Linie.

## Leben und Wirken
Batthyány wurde in Zalaszentgrót geboren, wo er mit seiner Familie auch auchwuchs. Später besuchte er das Gymnasium in Kalocsa und studierte Philosophie und Theologie an der Universität Innsbruck. Nach seiner Promotion im Kirchenrecht wurde er am 7. Juli 1894 zum Priester geweiht. Am 2. Juli 1900 wurde er Kanoniker in Nitra und am 3. Januar 1902 ernannte ihn Leo XIII. zum Weihbischof in Nitra und Titularbischof von Titiopolis. Seine Bischofsweihe am 5. Februar desselben Jahres wurde von Károly Emmánuel de Csáky, Bischof von Vác, sowie von Miklós Széchenyi de Salvar-Felsovidék, Bischof von Raab, und Janos Jung, Weihbischof in Vác, als Mitkonsekratoren vorgenommen. 1905 wurde Batthyany als Unterstützung für Imrich Bende von Pius X. zum Koadjutorbischof von Nitra ernannt. Am 15. März 1910 wurde er Apostolischer Administrator des Bistums Nitras, im März 1911 folgte er Imrich Bende als Bischof von Nitra nach.
Nach dem Zerfall Österreich-Ungarns fiel das bis dahin zum Königreich Ungarn gehörende Bistum Nitra als Teil der Slowakei an die neu gegründete Republik Tschechoslowakei. Der aus einer der bedeutendsten ungarischen Adelsfamilien stammende Vilmos Batthyány wurde infolgedessen am 10. Dezember 1918 durch tschechoslowakischen Truppen festgenommen. Am 27. März 1919 wurde er über die Donaubrücke in Bratislava nach Ungarn abgeschoben. Am 16. Dezember 1920 musste er als Bischof zurücktreten und Papst Benedikt XV. ernannte ihn zum Titularerzbischof von Cyrrhus.
Vilmos Batthyány starb am 24. November 1923 in Körmend. Er wurde in der Batthyány-Familiengruft unter der Klosterkirche Güssing bestattet.

## Auszeichnungen
- Päpstlicher Geheimkämmerer
- Ehrenritter des Malteser-Ordens
- Mitglied des Magnatenhauses